# パクリコン
『パクリコン』は、こやま基夫による日本の漫画作品。『週刊少年チャンピオン』（秋田書店）にて連載された。単行本は全3巻。

## 概要
通貨制度が廃止され、怪盗が跋扈するようになった世界。伝説の大怪盗「怪盗シルキード」に憧れ、怪盗パクリコンになった高校生、拘真拍郎（くらま ぱくろう）の物語。一話完結だったが、途中から怪盗シルキードとの怪盗合戦になる。従来出てくる怪盗物が1人～2人（怪盗かその怪盗の偽者）に対し、舞台そのものが怪盗が多数出没する町で追う役が刑事ではなくマスコミ志望者というのも珍しい。

## 登場人物
拘真拍郎（くらま ぱくろう） / パクリコン
この漫画の主人公。
普段は常に眠そうな顔をした冴えない男子高校生。卓越した運動神経を持つが周囲からは隠し通している。怪盗パクリコンに変身したときはその能力を遺憾なく発揮し、あらゆるものを華麗に盗み出す。
特殊な出自を持ち、赤ん坊のころに怪盗シルキードに拾われ、育てられた。シルキードは普通の子供として育てるつもりだったが、拍郎自身が「自分が本当にほしいものを盗み出したい」と願い出たことから、怪盗業の基礎を叩き込むことになる。
轟乃樹亜（とどろき のきあ）
拘真の幼馴染。高校の新聞部に所属する活動的な少女。スクープを狙い、パクリコンを追い続ける。他の部員から「危険だから止めといたほうがいい」と心配されている。
轟
警部。乃樹亜の父。乃樹亜には警察官になってほしいと願っている。次々と怪盗が登場し盗難事件が続出、いずれも捕まらないため出世は絶望的で、現状に絶望している。
子供のころから少年探偵として活躍しており、シルキードとも浅からぬ因縁を持つ。
怪盗シルキード
拍郎の育ての親（「おぢいちゃん」と呼ばれている）。かつて世間を騒がせた伝説的な大怪盗。盗奥儀「ノヴァ・クエスチョン」を有する。表の顔は社会的立場のある人物。
さる大事件の後、当時赤ん坊だった拍郎を拾ったことを機に引退していた。パクリコンの挑発に乗り、現役復帰してパクリコンに試練を与える。
他の怪盗多数